# Dianne Foster
Dianne Foster (nacida Olga Helen Laruska; Edmonton, 31 de octubre de 1928-Hidden Hills, 27 de julio de 2019) fue una actriz canadiense de ascendencia ucraniana.

## Primeros años de vida y carrera
Foster nació en Edmonton, Alberta, Canadá. Comenzó su carrera a la edad de 13 años en una adaptación teatral de What Every Woman Knows de J. M. Barrie. En Londres, en 1951, apareció en el escenario de The Hollow de Agatha Christie y Otelo dirigida por Orson Welles.
A los 14 años, comenzó una carrera en la radio, posteriormente se mudó a Toronto y se convirtió en una de las principales estrellas de la radio de Canadá, trabajando con Andrew Allan, supervisor de drama de la Canadian Broadcasting Corporation en producciones como Stage '49. Apareció en Radio Luxembourg en una emisión de Las vidas de Harry Lime. Se convirtió en modelo de Walter Thornton y también enseñó modelaje en la escuela Thornton. Se casó con Allan en 1951.

## Cine
En marzo de 1952, su marido regresó a Canadá, mientras ella permaneció en Londres, para cumplir su contrato de cinco años con una compañía cinematográfica británica. En 1953, coprotagonizó junto a Charlton Heston y Lizabeth Scott la mediana película Bad for Each Other. En 1954, firmó con Columbia Pictures y se mudó a Hollywood, donde su primera aparición ese año fue con Mickey Rooney en Drive a Crooked Road. En 1955, Foster apareció en la portada de Picturegoer y coprotagonizó dos películas, The Violent Men, con Glenn Ford, y The Kentuckian, con Burt Lancaster.

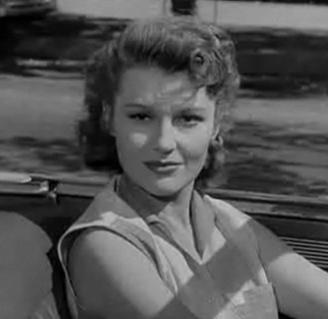
Foster en Drive a Crooked Road (1954).

Aunque su carrera cinematográfica continuó, no siguió la misma trayectoria ascendente que antes. En 1957, coprotagonizó la película biográfica Monkey on My Back sobre el boxeador Barney Ross, Night Passage con James Stewart y The Brothers Rico con Richard Conte. En 1958, protagonizó junto a Alan Ladd The Deep Six, y ese mismo año apareció junto a Jack Hawkins en Gideon's Day antes de su última película realmente importante, El último hurra, que contó con un elenco estelar que incluía a Spencer Tracy, Pat O'Brien y Basil Rathbone, y fue nominado a un premio BAFTA. En 1963, hizo su última aparición cinematográfica, en el vehículo de Dean Martin Who's Been Sleeping in My Bed?.

## Televisión
En 1960, Foster fue la estrella invitada principal en el episodio «Lawyer in Petticoats» de la breve serie wéstern deNBC Overland Trail, protagonizada por William Bendix y Doug McClure. Foster también apareció en 1960 en otros tres wésternes de la NBC, Bonanza (como Joyce Edwards en «The Mill»), Wagon Train (como Leslie Ivers en «Trial for Murder: Part 2») y Riverboat (como Marian Templeton en "Path of the Eagle). También en 1960, apareció en un episodio de la cuarta temporada de Have Gun - Will Travel.
Después de una ausencia de tres años, regresó a la pantalla grande en King of the Roaring '20s: The Story of Arnold Rothstein. Foster continuó apareciendo en programas de televisión, como el episodio de The Wild Wild West «The Night of the Lord of Limbo», The Lloyd Bridges Show de CBS (1962-1963), el drama médico de ABC Breaking Point (1963-1964). y El fugitivo. Foster apareció como piloto en un episodio de My Three Sons y como bibliotecaria en un episodio de 1964 de Petticoat Junction y como Amy Collins en el episodio de Green Acres de 1965 «How to See South America by Bus». Apareció como estrella invitada en el drama de ABC Going My Way, protagonizado por Gene Kelly. Hizo cuatro apariciones especiales en Perry Mason entre 1962 y 1965, un episodio de Honey West, «A Matter of Wife and Death» (episodio 4) en 1965, y apareció en el episodio «Caesar's Wife» de The Big Valley en 1966. Foster también apareció en dos episodios de Tales of Wells Fargo (1960 y 1962).

## Vida personal y años posteriores
En 1951, Foster se casó con Andrew Allan, supervisor principal de radioteatros de la Canadian Broadcasting Corporation, en Londres. Pronto se divorciaron y, en 1954, se casó con Joel A. Murcott, un guionista de radio y televisión de Hollywood, en Owensboro, Kentucky. El 14 de febrero de 1956 dio a luz a gemelos: un hijo, Jason, y una hija, Jodi. Ese mismo año, también solicitó el divorcio de Murcott. Pidió la custodia y 1 dólar como pensión alimenticia simbólica. La pareja se reconcilió, pero resultó ser temporal, ya que se separaron dos veces más, antes de divorciarse finalmente en 1959. En 1961, Foster se casó con su tercer marido, Harold Rowe, un dentista de Van Nuys. El 14 de noviembre de 1963 nació en Los Ángeles su hijo, Dustin Louis Rowe.
Foster murió en julio de 2019 a la edad de 90 años.

## Filmografía seleccionada
- The Quiet Woman (1951)
- The Steel Key (1953)
- Isn't Life Wonderful! (1953)
- Bad for Each Other (1953)
- Drive a Crooked Road (1954)
- The Bamboo Prison (1954)
- The Violent Men (1955)
- The Kentuckian (1955)
- Monkey on My Back (1957)
- Night Passage (1957)
- The Brothers Rico (1957)
- The Deep Six (1958)
- Gideon's Day (1958)
- El último hurra (1958)
- King of the Roaring '20s: The Story of Arnold Rothstein (1961)
- Who's Been Sleeping in My Bed? (1963)